# گرشیب
گرشیب، روستایی از توابع بخش مرکزی شهرستان نیک‌شهر در استان سیستان و بلوچستان ایران است.

## جمعیت
این روستا در دهستان مهبان قرار دارد و براساس سرشماری مرکز آمار ایران سرشماری عمومی نفوس و مسکن1395، جمعیت آن 298 نفر (50خانوار) بوده‌است.